# Алаборски колиби
Алаборските колиби (на гръцки: Αλαμποριανά Καλύβια, до 1926 година Καλύβια Αλαμπόρου) е бивше село в Република Гърция, дем Александрия, област Централна Македония.

## География
Алаборсксите колиби е било разположено в областта Урумлък (Румлуки) на десния южен бряг на Бистрица, срещу Голем Алабор (Прасинада) на другия бряг, северно от Кипсели (Неохори).

## История
В 1918 година селото става част от община Голем Алабор (Мега Алаборо). В 1926 година името на селото е сменено от Каливия Алабору (Колиби на Алабор) на Алабориана Каливия (Алаборски колиби). В 1946 година цялата община минава от ном Солун към ном Иматия. В 1952 година, тъй като е на другия бряг на реката, селото е откъснато от община Голем Алабор и присъединено към новосформираната община Неохори.
| Година    | 1913 | 1920 | 1928 | 1940 | 1951 | 1961 | 1971 | 1981 | 1991 | 2001 | 2011 | 2021 |
| --------- | ---- | ---- | ---- | ---- | ---- | ---- | ---- | ---- | ---- | ---- | ---- | ---- |
| Население | 77   | 81   | 91   |      |      |      |      |      |      |      |      |      |